# Pratt & Whitney F135
Pratt & Whitney F135 je dvouproudový motor s přídavným spalováním vyvinutý pro jednomotorový bojový letoun Lockheed Martin F-35 Lightning II. Serie motorů F135 má několik různých variant; konvenční s tahem dopředu a vícestupňovou variantu pro krátký vzlet a vertikální přistání (STOVL), ke které patří i dmychadlo pro kolmý zdvih. První motory z výroby byly dodány v roce 2009.
F135 byl vyvinut z motoru Pratt & Whitney F119, který používá F-22 Raptor a poskytuje tah cca 40 000 lbf . Spolu s motorem General Electric/Rolls-Royce F136 soupeřil o použití v F-35.

## Specifikace (F135)

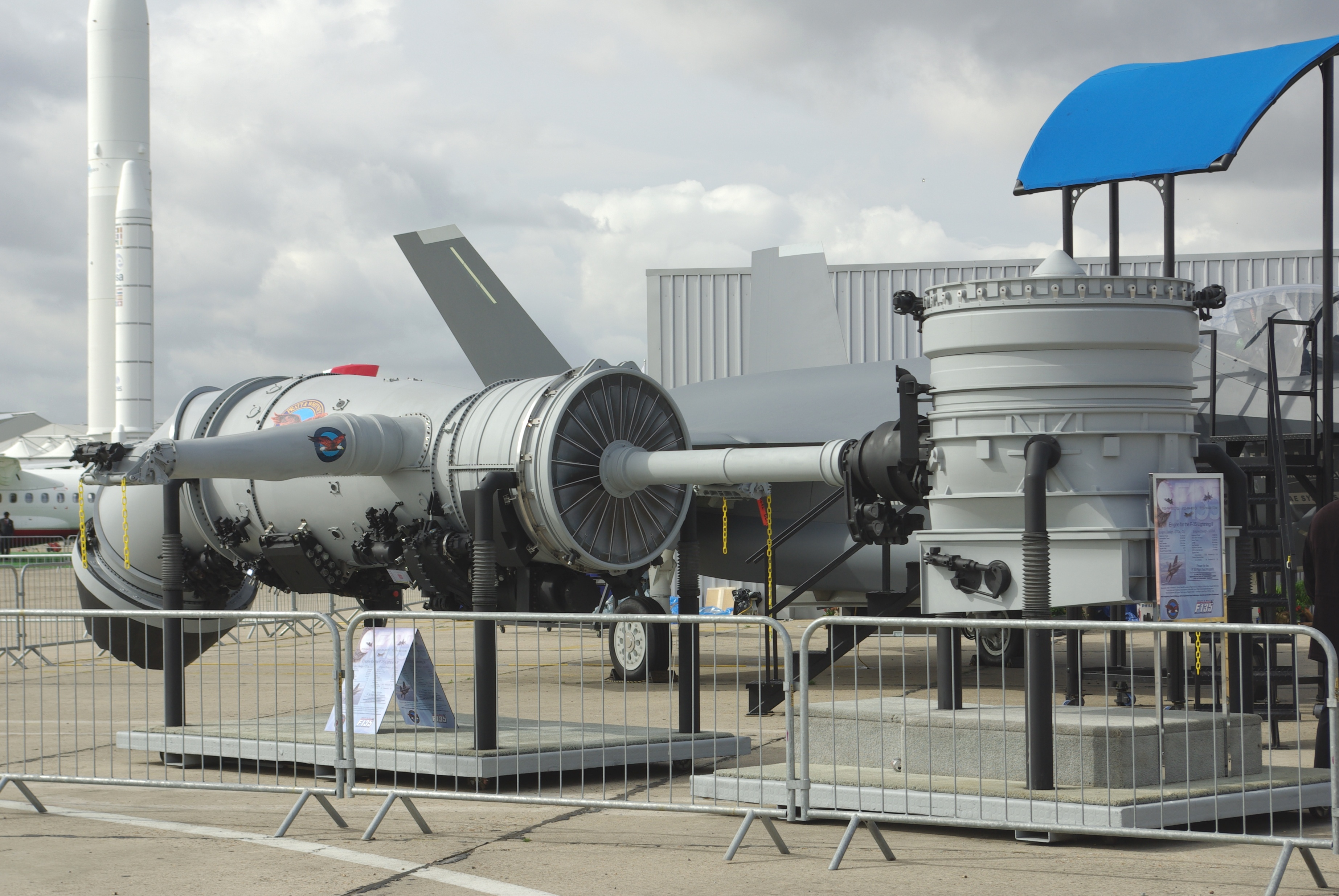
Model motoru F135-PW-600 s dmychadlem na pařížském aerosalonu v roce 2007

### Technické údaje (F135-PW-100)
- Typ: dvouhřídelový dvouproudový motor
- Délka: 559 cm
- Průměr: 117 cm max.
- Hmotnost suchého motoru: 1 701 kg

### Součásti
- Kompresor: třístupňové dmychadlo, šestistupňový vysokotlaký kompresor
- Spalovací komora: prstencová
- Turbína: jednostupňová vysokotlaká, dvoustupňová nízkotlaká
- Obtokový poměr: 0,57:1

### Výkony
- Maximální tah: 128 kN (28 000 lbf), 191 kN s (43 000 lbf) s přídavným spalováním
- Celkový poměr stlačení: 28:1
- Teplota plynů před turbínou: 1 980 °C (3 600 °F; 2 260 K)
- Měrná spotřeba paliva:
- Poměr tah/hmotnost: 7,47:1 vojenský tah, 11.47:1 posílený

### Technické údaje (F135-PW-600)
- Typ: dvouhřídelový dvouproudový motor s dmychadlem pro zdvih poháněným přes hřídel
- Délka: 937,3 cm
- Průměr: 116,8 cm max.
- Hmotnost suchého motoru:

### Součásti
- Kompresor: třístupňové dmychadlo, šestistupňový vysokotlaký kompresor, dvoustupňový, protiběžný, dmychadlo pro zdvih
- Spalovací komora: prstencová
- Turbína: jednostupňová vysokotlaká, dvoustupňová nízkotlaká
- Obtokový poměr: 0,56:1 konvenční, 0,51:1 se zdvihem

### Výkony
- Maximální tah: 120 kN (28 000 lbf), 182 kN s (43 000 lbf) s přídavným spalováním, 181 kN při vznášení se
- Celkový poměr stlačení: 28:1 konvenční, 29:1 se zdvihem
- Teplota plynů před turbínou: 1 980 °C (3 600 °F; 2 260 K)
- Měrná spotřeba paliva:
- Poměr tah/hmotnost: